# 圣马凯尔
圣马凯尔（法語：Saint-Macaire，法語發音：[sɛ̃ makɛʁ]）是法国吉伦特省的一个市镇，属于朗贡区。

## 地理
圣马凯尔（44°33'55"N, 0°13'36"W）面积1.79 平方千米，位于法国新阿基坦大区吉倫特省，该省份为法国西南部沿海省份，是法國本土面积最大的省，北起滨海夏朗德省，西临大西洋，南至朗德省，东南接洛特-加龍省，东临多爾多涅省。
与圣马凯尔接壤的市镇（或旧市镇、城区）包括：加龙河畔勒皮扬、朗贡、圣迈克桑、圣皮埃尔德蒙。

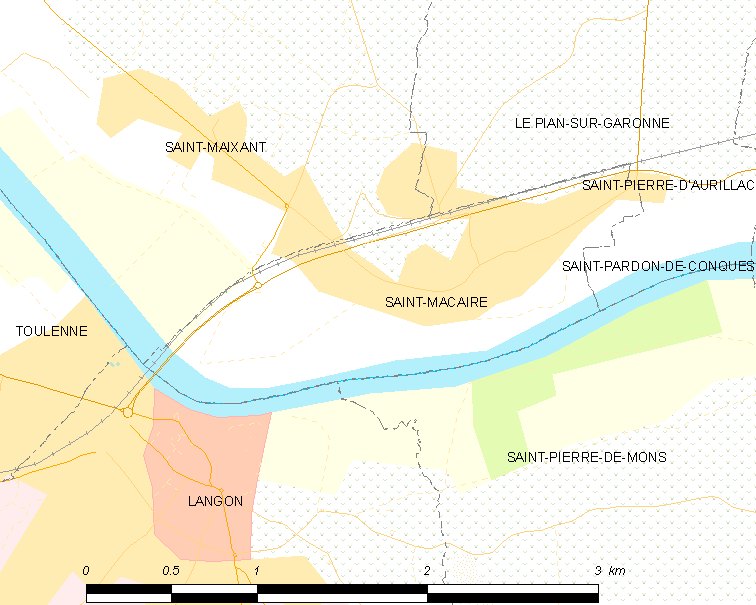
圣马凯尔的OSM定位图

圣马凯尔的时区为UTC+01:00、UTC+02:00（夏令时）。

## 行政
圣马凯尔的邮政编码为33490，INSEE市镇编码为33435。

## 政治
圣马凯尔所属的省级选区为海间县。

## 人口

1962-2008年间圣马凯尔人口变化图示

圣马凯尔于2022年1月1日时的人口数量为2000人。